# دور (فرانسه)
دور (تلفظ می‌شود [devʁ]) یکی از کمون‌های فرانسه است که در پا-دو-کاله واقع شده‌است. دور ۹٫۴۲ کیلومتر مربع مساحت و ۵٬۰۵۶ نفر جمعیت دارد.